# 南新義州駅
南新義州駅（ナムシニジュえき）は朝鮮民主主義人民共和国平安北道新義州市にある、朝鮮民主主義人民共和国鉄道省の駅である。

## 乗り入れ路線
平義線・白馬線・徳峴線の3路線が乗り入れている。

## 歴史
1938年10月1日、京義線の南新義州信号所として開設。1939年11月8日、多獅島鉄道が楊市駅との間に開業した。1943年10月16日、京義線南新義州駅となった。
平義線の旧線である白馬線が平義線に合流する駅である。また新義州市の南にある事から駅名は命名された。

## 隣の駅
朝鮮民主主義人民共和国鉄道省
平義線
楽元駅 - 南新義州駅 - 新義州青年駅
白馬線
石下駅 - 南新義州駅
徳峴線
南新義州駅 - 正門里駅